# Journée mondiale de lutte contre la tuberculose
La Journée mondiale de lutte contre la tuberculose est une journée internationale qui a pour but de sensibiliser à l’épidémie mondiale de tuberculose et aux efforts entrepris pour éliminer cette maladie, après la découverture du bacille par Robert Koch en 24 mars 1882.

## Description
Elle est organisée tous les 24 mars où Robert Koch a découvert Mycobacterium tuberculosis.
Elle fait partie des dix campagnes officielles de l'Organisation mondiale de la santé (OMS) en faveur de la santé publique mondiale :
- Journée mondiale de lutte contre la tuberculose (le 24 mars) :
- Journée mondiale de la santé (le 7 avril) ;
- Journée mondiale du paludisme (le 25 avril) ;
- Semaine mondiale de la vaccination (la dernière semaine d'avril) ;
- Journée mondiale sans tabac (le 31 mai) ;
- Journée mondiale du donneur de sang (le 14 juin) ;
- Journée mondiale contre l'hépatite (le 28 juillet) ;
- Journée mondiale de la sécurité des patients (le 17 septembre) ;
- Semaine mondiale pour un bon usage des antibiotiques (en novembre) ;
- Journée mondiale du sida (le 1er décembre).